# مطار باجدوجرا
مطار باغدوغرا (إياتا: IXB، إيكاو: VEBD) هو مطار دولي يقع على بعد حوالي 9 كم (5.6 ميل) غرب مدينة سيليجري، ويبعد 48 كم (30 ميل) عن جالبايجورى و65 كم (40 ميل) عن دارجيلنغ، يخدم المطار منطقة دارجيلنغ في شمال البنغال الغربية، الهند. تشغله (أي. إف. إس باغدوغرا) التابعة لسلاح الجو الهندي. ويعتبر المطار بوابة الدخول إلى محطة هيل ومحطة كورسيونج وكاليمبونج وأجزاء أخرى من منطقة شمال البنغال في ولاية البنغال الغربية، يستعمل المطار هذا من قبل الآلاف من السياح سنويا. المطار هو محطة رئيسية في المنطقة للرحلات التي تربط كلكتا، تشيناي، نيودلهي، مومباي، بنغالور وجواهاتي ودوليا تربط مع بارو وكاتماندو وبانكوك. كما يوجد في المطار رحلات منتظمة بالطائرات العمودية (مروحية) إلى غانتوك عاصمة سيكيم. أعطت الحكومة المركزية الهندية مركز المطار الجمركي للمطار في عام 2002 مع عمليات دولية محدودة.

## شركات الطيران والوجهات
| شركـات طيـران    | الوجهات |
| ---------------- | --- |
| طيران أسيا الهند | مطار كيمبيغودا الدولي، مطار انديرا غاندي الدولي، مطار نيتاجي سوبهاس شاندرا بوس الدولي |
| Akasa Air        | مطار كيمبيغودا الدولي، مطار تشاتراباتي شيفاجي الدولي |
| طيران دروك       | مطار سوفارنابومي الدولي، مطار بارو الدولي |
| خطوط إنديقو      | مطار سردار فالابهبهاي باتل الدولي، مطار كيمبيغودا الدولي، مطار تشيناي الدولي، مطار انديرا غاندي الدولي، مطار راجيف غاندي الدولي، مطار نيتاجي سوبهاس شاندرا بوس الدولي، مطار تشاتراباتي شيفاجي الدولي           |
| سبايس جيت        | مطار سردار فالابهبهاي باتل الدولي، مطار كيمبيغودا الدولي (تستأنف في 1 يوليو 2023)، مطار تشيناي الدولي، مطار انديرا غاندي الدولي، Guwahati، مطار نيتاجي سوبهاس شاندرا بوس الدولي، مطار تشاتراباتي شيفاجي الدولي |
| فيستارا          | مطار انديرا غاندي الدولي، مطار ديبروجاره ‏ |

## وصلات خارجية
- Civil Aerodrome Bagdogra نسخة محفوظة 13 أكتوبر 2006 على موقع واي باك مشين. (official هيئة مطارات الهند web site)